# ديكسميديتوميدين
الديكسميديتوميدين، الذي يُباع تحت الاسم التجاري بريسيديكس من بين أسماء أخرى، هو علاج مخفف للقلق، ومهدئ، ومسكن للألم. يتميز الديكسميديتوميدين بقدرته على التهدئة دون خطر الإصابة بالتثبيط التنفسي (على خلاف الأدوية الأخرى شائعة الاستخدام مثل البروبوفول والفينتانيل)، ويمكنه توفير تهدئة تآزرية أو شبه قابلة للإعادة.
على غرار الكلونيدين، يُعد الديكسميديتوميدين دواءً حالًا للودي يعمل ناهضًا لمستقبلات ألفا 2 الأدرينالية في أجزاء معينة من الدماغ. يستخدم الأطباء البيطريون الديكسميديتوميدين لأغراض مشابهة في علاج القطط والكلاب والخيول. طورته شركة أوريون فارما.

## الاستخدامات الطبية

### التهدئة في وحدة العناية المركزة
يُستخدم الديكسميديتوميدين غالبًا في حالة العناية المركزة من أجل التهدئة الخفيفة إلى المتوسطة. لا يُوصى به للتهدئة العميقة طويلة الأمد. إحدى سمات الديكسميديتوميدين أنه يمتلك خصائص مسكنة للألم بالإضافة إلى دوره المنوم، ولكنه لا يملك فعالية أفيونية؛ وبالتالي، لا يقترن بتثبيط تنفسي كبير (على عكس البروبوفول).
تشير العديد من الدراسات إلى أن استخدام الديكسميديتوميدين للتهدئة عند البالغين الموضوعين على التهوية الميكانيكية قد يقلل من الوقت اللازم لنزع الأنبوب والمكوث في وحدة العناية المركزة. قد يكون الأشخاص الذين يتعاطون الديكسميديتوميدين متحفزين ومتعاونين، ويفيد هذا في بعض الإجراءات.
بالمقارنة مع المهدئات الأخرى، قد يرتبط استخدام الديكسميديتوميدين بحدوث الهذيان بدرجة أقل كما تشير بعض الدراسات، ولكن هذه النتيجة ليست ثابتة عبر دراسات متعددة. على الأقل، عند تجميع العديد من نتائج الدراسة معًا، يظهر أن ارتباط استخدام الديكسميديتوميدين بخلل وظيفي معرفي عصبي أقل مقارنةً مع المهدئات الأخرى. من غير الواضح ما إذا كانت هذه المراقبة ذات تأثير مفيد من الناحية النفسية. من منظور اقتصادي، يرتبط استخدام الديكسميديتوميدين بانخفاض تكاليف وحدة العناية المركزة، ويرجع ذلك بدرجة كبيرة إلى تقليل الوقت اللازم لنزع الأنبوب الرغامي.

### التهدئة الإجرائية
يمكن استخدام الديكسميديتوميدين للتخدير الإجرائي أيضًا كما في تنظير القولون. يمكن استخدامه عاملًا مساعدًا مع المهدئات الأخرى مثل البنزوديازيبينات، والأفيونات، والبروبوفول لتعزيز التخدير والمساعدة في الحفاظ على الاستقرار الديناميكي الدموي من خلال تقليل الحاجة إلى مهدئات أخرى. يُستخدم الديكسميديتوميدين أيضًا للتهدئة الإجرائية عند الأطفال.
هناك أدلة ضعيفة على إمكانية استخدامه للتهدئة المطلوبة لإجراء التنبيب الأنفي الليفي البصري في وضع اليقظة عند المرضى الذين لديهم عوائق في المسالك الهوائية.

### استخدامات أخرى
قد يكون الديكسميديتوميدين مفيدًا في علاج التأثيرات القلبية الوعائية السلبية الناتجة عن الجرعة الزائدة والانسمام الحاد بالأمفيتامينات والكوكائين. استُخدم الديكسميديتوميدين أيضًا عاملًا مساعدًا للتخدير العصبي المحوري في عمليات الطرف السفلي.

### الجرعة والإعطاء
يبدأ التسريب الوريدي للديكسميديتوميدين عادة بجرعة تحميل يتلوها تسريب صيانة. قد يكون هناك اختلاف فردي كبير في التأثيرات الديناميكية الدموية (خاصة على معدل ضربات القلب وضغط الدم)، بالإضافة إلى التأثيرات المهدئة لهذا الدواء. لهذا السبب، يجب تعديل الجرعة بحرص لتحقيق التأثير السريري المطلوب.

## الآثار الجانبية
لا توجد مضادات استطباب مطلقة لاستخدام الديكسميديتوميدين. يمتلك هذا الدواء تأثيرًا ثنائي الطور في ضغط الدم مع قراءات منخفضة عند التراكيز الدوائية المنخفضة وقراءات مرتفعة عند التراكيز الأعلى. ارتبط الإعطاء الوريدي السريع أو الحقن بارتفاع ضغط الدم بسبب تنبيه مستقبلات ألفا 2 المحيطية. قد يكون بطء القلب عاملًا مقيدًا عند التسريب وخاصة بالجرعات العالية.

## التداخلات
قد يزيد الديكسميديتوميدين تأثيرات المهدئات والمخدرات الأخرى عند إعطائها معًا. وبالمثل، قد يزداد تأثير الأدوية الخافضة لضغط الدم ومعدل ضربات القلب، مثل حاصرات مستقبلات بيتا، عند إعطائها مع الديكسميديتوميدين.